# Leonid Iwanowitsch Lutugin

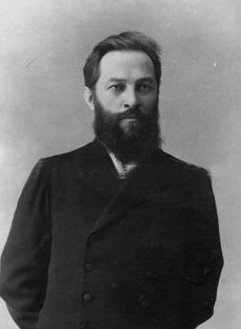
Leonid Iwanowitsch Lutugin

Leonid Iwanowitsch Lutugin (russisch Леонид Иванович Лутугин; * 21. Februarjul. / 4. März 1864greg. in St. Petersburg; † 17. Augustjul. / 30. August 1915greg. in Koltschugino) war ein russischer Geologe und Hochschullehrer.

## Leben
Lutugin stammte aus einer wohlhabenden Familie. Sein Vater besaß ein Juweliergeschäft. Lutugin studierte am St. Petersburger Bergbau-Institut mit Abschluss 1889 und trat dann als Geologe in den Dienst des Geologie-Komitees des Bergbau-Departements des Ministeriums für Staatsbesitz. 1890–1891 nahm er an der Expedition zur Erforschung des Timanrückens teil. Für seine dortigen Untersuchungen erhielt er die Silbermedaille der Russischen Geographischen Gesellschaft. 1892 begann er seine Untersuchungen der Steinkohlelagerstätten im Donbass. 1893–1896 veröffentlichte er seine Berichte über die geologischen Untersuchungen in Lyssytschansk und in der jetzigen Oblast Luhansk mit Hinweisen auf die industrielle Bedeutung der Kohlevorkommen. 1897 veröffentlichte er zusammen mit F. M. Tschernyschow seine Arbeit über das Donbass-Steinkohlebecken. Im selben Jahr wurde er zum Professor am Bergbau-Institut ernannt. Er hielt dort Geologie-Vorlesungen bis 1907.
Lutugin gehörte der 1903–1905 existierenden illegalen liberalen Union der Befreiung an, zu deren Gründern und Führern Iwan Iljitsch Petrunkewitsch, Nikolai Fjodorowitsch Annenski und Peter Struve gehörten, und arbeitete in deren Zeitschrift mit. Nach der Russischen Revolution 1905 nahm Lutugin im Oktober 1905 an der Gründungsversammlung der Konstitutionell-Demokratischen Partei (Kadetten) teil, in deren Zentralkomitee er gewählt wurde und die er bald wieder verließ. Im selben Jahr organisierte er mit anderen die Union der Akademiker und die Union der Ingenieure sowie die Union der Unionen, zu deren Gründern auch Pawel Nikolajewitsch Miljukow gehörte. 1907 kandidierte er ohne Erfolg für die Dritte Staatsduma. Im selben Jahr wurde er vom Bergbau-Institut und vom Geologie-Komitee entlassen. Er war Mitglied der Kaiserlichen Technischen Gesellschaft, deren Vizevorsitzender er 1907 wurde. 1908 wurde er Vizepräsident der Kaiserlichen Freien Ökonomischen Gesellschaft zu Sankt Petersburg. Auf der Weltausstellung Turin 1911 stellte er eine zusammenfassende geologische Karte des Donbass vor, für die er die Große Goldmedaille erhielt.
1913 wurde Lutugin von seinem früheren Studenten Iossif Iossifowitsch Fedorowitsch, Geschäftsführer und Chefingenieur der 1912 gegründeten französisch-deutsch-belgischen Aktiengesellschaft Kopikus (Kusnezker Steinkohlenbergbau) eingeladen, im Kusbass geologische Untersuchungen für die Steinkohle-Exploration durchzuführen. 1914 kam Lutugin mit 14 jungen Geologen auf Kosten der Aktiengesellschaft ins Kusbass. Fedorowitsch versorgte sie mit allem Nötigen und gründete ein chemisches Laboratorium. Lutugin erstellte mit seiner Gruppe die erste geologische Karte des Kusbass und bestimmte die geeignetsten Standorte für neue Bergwerke.
Ab Beginn des Ersten Weltkriegs war Lutugin Mitglied der Kommission der Kaiserlichen Technischen Gesellschaft für Veränderungen der Industrie für den Krieg. Er vertrat den Rat der Russischen Technischen Gesellschaft auf der Tagung für Verbesserung der russischen Heilbehandlungsorte. Bei der Kaiserlichen Freien Ökonomischen Gesellschaft zu Sankt Petersburg organisierte er eine Gruppe von Musikern, die in Lazaretten Konzerte veranstalteten. Zusammen mit Maxim Maximowitsch Kowalewski verteidigte er das Recht dieser Gesellschaft, Lazarette einzurichten. Lutugin war Freimaurer.
Lutugin wurde in Petrograd auf dem Wolkowo-Friedhof im Ehrenabschnitt an den Literatenbrücken begraben. Lutugins Namen tragen die Stadt Lutuhyne, eine Grube in Tores und eine Kohleschicht im Kusbass.